# 布勢耳麻呂
布勢 耳麻呂（ふせ の みみまろ）は、飛鳥時代の貴族。姓は臣のち朝臣。阿倍鳥の子とする系図がある。官位は従四位下・左京大夫。

## 経歴
天智天皇7年（668年）調物を献上するために新羅より渡来した東厳のもとに遣わされ、新羅王に対する調物を運搬するための船一艘をことづけた。
大宝元年（701年）の大宝令における位階制の制定を通じて正五位上に叙せられ、翌大宝2年（702年）摂津大夫に任ぜられる。その後、臣姓から朝臣姓に改姓する一方で、従四位下に昇進し、元明朝の和銅元年（708年）左京大夫に補せられている。

## 官歴
『続日本紀』による。
- 時期不詳：正五位上
- 大宝2年（702年） 正月17日：摂津大夫
- 時期不詳：臣姓から朝臣姓に改姓
- 時期不詳：従四位下
- 和銅元年（708年） 3月13日：左京大夫